# NGC 5030
NGC 5030 ist eine 12,7 mag helle Linsenförmige Galaxie vom Hubble-Typ SB0-a  im Sternbild Jungfrau auf der Ekliptik.  Sie ist schätzungsweise 102 Millionen Lichtjahre von der Milchstraße entfernt und hat einen Durchmesser von etwa 55.000 Lj.
Im selben Himmelsareal befinden sich u. a. die Galaxien NGC 5017, NGC 5031, NGC 5035, NGC 5037.
Das Objekt wurde am 17. März 1881 vom US-amerikanischen Astronomen Edward Singleton Holden entdeckt.